# أولاد علي يوسف
أولاد علي يوسف، جماعة قروية مغربية تنتمي لإقليم بولمان الذي يقع جنوب مدينة فاس العاصمة العلمية للمملكة المغربية.
أسست هذه الجماعة سنة 1959 بمقتضى المرسوم رقم 2.59.1834 الصادر في فاتح جمادى الثانية 1379، الموافق 2 دجنبر 1959 بإحداث وتعداد الجماعات الحضرية والقروية للمملكة. وتضم إحدى عشرة دائرة انتخابية بالإضافة إلى دائرتين مخصصتين للنساء . يقطنها 6669 ساكن ينتمون إلى 1074 أسرة حسب إحصاء سنة 2004.
يوجد مقر الجماعة بقرية “آيت اعْلي” التي تقع بين جبلين من جبال الأطلس المتوسط الشرقي وهما جبل “بوناصر” شمالا والذي يبلغ ارتفاعه 3356 مترا وجبل ” أسراط ” جنوبا، بجوار مقر قيادة المنطقة والمسماة “قيادة أولاد علي” (أصلها “آيت اعْلي” بالبربرية).

## دواوير الجماعة
الجماعة والقيادة كيانان لهما نفس المنطقة الترابية التي تسكنها قبائل بربرية هي: آيت حسّان، آيت اعْلي وآيت اتْسيوانْتْ.
إداريا تنقسم هذه المجموعة من السكان إلى خمس مشيخات وهي:
1-مشيخة آيت حَسّان الشمالية وتتكون من دواوير آيت حَمّي، آيت اسعادى، إفرعن، آيت اعْمرْ أُعْلي وآيت بوغيلَاسْ.
2- مشيخة آيت حَسّان الجنوبية وتتكون من دواوير آيت يعْقوبْ، آيت تِمِتارْ، آيت رحّو (آيت بلقاسمْ)، آيت مزّي، آيت أُغْرمْ أمقْرانْ وإمرابْضنْ (زاوية سيدي عبد الله).
3- مشيخة آيت اعْلي ودواويرها هي :
- آيت عبّو، آيت عبد الله أُموسى وآيت أُمَزْيانْ، تنضوي جميعها تحت اسم آيت بن اعْلي.
- آيت يحيى أُغْرَمْ، آيت ميمون أُعْلي، آيت وِهدانْ، تِرْبِعينْ، تِزغْوينْ وأحنْضورْ، تنضوي جميعها تحت اسم لَمْعَلْمينْ.
- آيت برْطال.

4-مشيخة اتْسيوانْتْ العليا (وافَلّا بالبربرية) ودواويرها هي:
- آيت حمّو
- آيت اتْسيوانْت
- آيت بوحْنونْ

البعض من ساكنة دوار آيت حمّو اتخذ له مسكنا ثانويا بالجبل في إحدى المجموعتين السكنيتين المسميتين ب “إزَلْفانْ” و”أيَرْضْ”.
5- مشيخة اتْسيوانْت السفلى (وادّا بالبربرية) ودواويرها هي:
- تغْروتْ تمقْرانْتْ والسكان هم:

- آيت الطالب، آيت بن حدّو، آيت بزّانْ ويجمعهم اسم آيت إفران
- آيت حدّو لحْسن، آيت ملّال، آيت لخضر
- تغْروتْ تمعْنانْتْ والسكان هم آيت قرْموشْ

سكان “اتْسيوانْت وادّا” يجمعهم اسم “آيت وِحْيانْ” ؛ بعضهم يقطن في نقط سكنية صغيرة كائنة خارج مركز القرية تحمل الأسماء التالية: اتْغانيمْتْ، إمجّوجنْ، إليلى، اتْميرْزاشْتْ، تِنّيلوتْ، امْعابَدْ، مرج الطويل، إيوفافْ، لمحاجبْ، أمانْ أعبّادْ، وعوينتْ عبّو.
يحد هذه الجماعة غربا جماعات تلزمت، آيت بازّا، وألميس مرموشة وجنوبا جماعة الرميلة وشرقا جماعة العرجان وكلها تابعة لإقليم بولمان؛ أما شمالا فتحدها قبيلة آيت بويَلّولْ إحدى قبائل جماعة بركين التابعة لإقليم چرسيف.
يشق قريتي آيت حسّان وآيت اعْلي واد منابعه الرئيسية من جبل لَمسارَحْ، يصب في نهر ملوية بمدينة أوطاط الحاج بعد مروره على قريتي آيت حيون وآيت اسعيد[ ؟ ] ثم يأخذ اسم وادي شـق الأرض . في حين يشق قرية اتْسيوانْت واد منبعه الوحيد في منطقة تسمى “تِطّاوينْ” ولا تتعدى مياهه، هذه القرية، إلا في حالة الفيضان، عندها يأخذ اسم وادي الحيمر ويصب في نهر ملوية.